# Rosa Malango
Rosa Malango é uma diplomata da Guiné Equatorial e ex-jornalista, que atua como Diretora das das Nações Unidas do Escritório de Comissões Regionais de Nova Iorque. Nesta capacidade, ela trabalha com Comissões Econômicas Regionais na África, nas Américas, na Ásia, e na Europa. Ela foi designada para essa vaga, em junho de 2021, por António Guterres, o Secretário-Geral da ONU.  
Pouco antes disso, de março de 2016 a junho de 2021, ela era a Coordenadora Residente das Nações Unidas em Uganda, baseada emKampala, a capital e maior cidade do país.   

## Experiência e Educação
Ela é natural da Guiné Equatorial. Seu pai era um diplomata, parte da primeira missão da Guiné Equatorial para a ONU, quando o país foi admitido nas Nações Unidas a partir de 1968.  
Malango tem um Bacharelado em Ciências em Comunicação de Massa pela Universidade de Lagos na Nigéria. Ela fala francês, espanhol, inglês e português .  

## Carreira
Depois de sua formatura da universidade no início dos anos 1990s, ela começou a trabalhar na Embaixada da Argentina na Nigéria como assistente executiva e tradutora para o primeiro secretário nesta instituição. Mais tarde, ela trabalhou na STB & Associates Limited, no departamento de publicidade.  
Ela então deixou a Nigéria e foi para Angola em 1994, para ser voluntária no Fundo das Nações Unidas para a Infância (UNICEF), nos seus programas sociais e humanitários na Angola devastada pela guerra da época. No ano seguinte, foi contratada pelo Escritório das Nações Unidas para a Coordenação de Assuntos Humanitários (ENUCAH), como como sua diretora de informação, em Angola. Ela trabalhou nesta posição por três anos.  
De 2002 a 2003, ela foi a coordenadora regional do programa do ENUCAH na Costa do Marfim. Ela permaneceu na Costa do Marfim por mais dois anos, trabalhando como Conselheira do Programa Regional do Programa Alimentar Mundial.  
Então, depois disso, Malango esteve baseada na cidade de Nova Iorque por um período de dez anos entre 2005 e 2015, trabalhando como chefe da Seção de Relações Externas e Parcerias do ENUCAH. Em 2015, ela se mudou outra vez, assumindo a função de Coordenadora Residente do Programa das Nações Unidas para o Desenvolvimento (PNUD) na Guatemala, América Central, onde trabalhou até 2016.  
Em 2016, foi transferida para Uganda como Coordenadora Residente da ONU, trabalhando por um período de cinco anos. Em 2012, ela se mudou para a cidade de Nova Iorque para trabalhar como diretora de comissões regionais no escritório de Nova Iorque.  No Uganda, foi substituída por Susan Ngongi Namondo de Camarões. 

## Links externos
- Rosa Malango se despede de Uganda em 10 de junho de 2021.